# Брак банкноты
Брак банкноты — явление обусловленное процессом реального производства технических носителей денежных средств и связанная с ним возможность ошибок на различных этапах производства и контроля. На практике наиболее часто встречается брак монет, нежели банкнот бумажных денег. Брак монеты встречается чаще по нескольким причинам. Во-первых, при чеканке монет (в связи с технологией) выше вероятность промышленного брака. Во-вторых, контроль за производством бумажных банкнот выше в связи с более высоким номиналом (как правило, банкноты имеют более высокое достоинство, чем монеты, то есть «мелочь»).

## Виды брака бумажных денег
Брак производства бумажных денег может быть различным. Бумажные денежные знаки, имеющие брак производства, более высоко ценятся коллекционерами. Наиболее часто встречающиеся (при достаточной редкости самого явления) :

### Ошибка в написании или изображении отдельных элементов
Встречается такой вид брака, когда в слове или отдельном изображении присутствует ошибка. Ошибки в словах зачастую обусловлены тем фактом, что в отдельных странах денежные средства печатаются не в самой стране, а за рубежом, где фактические исполнители могут не знать языка, на котором наносится надпись, что в свою очередь может привести к соответствующей ошибке.

### Отсутствие отдельных элементов изображения
Отсутствие отдельных элементов изображения может быть обусловлено отсутствием загрузки определенной краски при печати денежных знаков. Примером такого брака может служить банкнота номиналом 10 рублей 1998 года выпуска. На стороне, где изображена башня, в нижнем левом углу отсутствует число 10 серого цвета на надписи «подделка билетов банка России преследуется по закону».

### Отсутствие, частичное отсутствие лент или нитей, которые впрессовываются в банкноту
Такие элементы защиты как впрессованные в банкноту нити или ленты из волокон или фольги могут отсутствовать или присутствовать не в полном размере. Такое явление присутствует в некоторых экземплярах различных номиналов.

### Ошибка в надпечатке
Помимо брака (ошибок) на самих банкнотах встречаются ошибки и на официальных надпечатках. См. Надпечатка (бонистика)
«В угоду коллекционерам» иногда искусственно создается иллюзия брака, что, по сути, не является браком, а является подделкой для коллекционеров, фальсификатом.

### Ошибка в типографском клише
Мул — брак банкноты, происходящий в том случае, если размер, дизайн или номера типографского клише лицевой и оборотной стороны банкноты отличаются от обычного их сочетания на основном тираже банкноты.